# Максимільянівка
Максимілья́нівка — село Мар'їнської міської громади Покровського району Донецької області, Україна. Населення становить 2171 осіб. Село було засноване у 1863 році. 

## Загальні відомості

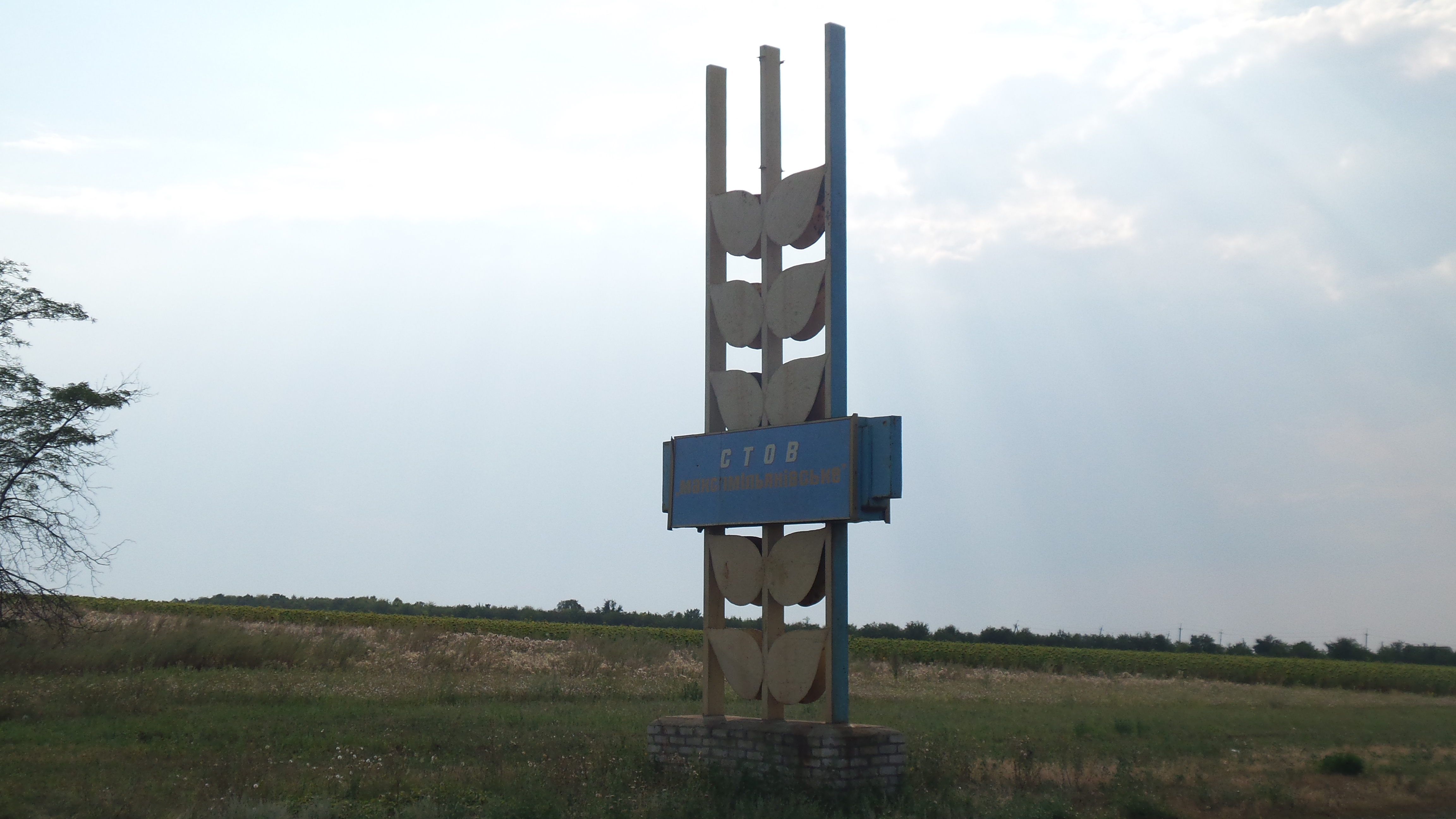
На в'їзді в село

Село Максимільянівка розташоване на лівому березі річки Осикова, за 10 км на захід від Мар'їнки. Найближча залізнична станція Роя — за 6 км від села. Через село проходить автодорога Н15 (Донецьк — Запоріжжя).
Землі села межують із територією смт Гостре Селидівської міської ради Донецької області.

## Історія
Перші поселенці прибули на місце у 1841 році. Це були 123 сім'ї козаків й державних селян з Полтавської губернії.

## Населення
За даними перепису 2001 року населення села становило 2171 особу, з них 91,52 % зазначили рідною мову українську, 8,15 % — російську, 0,14 % — молдовську, 0,05 % — білоруську та вірменську мови.

## Об'єкти соціальної сфери
У селі є школа, дитячий садок «Катруся», амбулаторія, будинок культури.
З 2019 року функціонує молодіжний центр "Мексика"

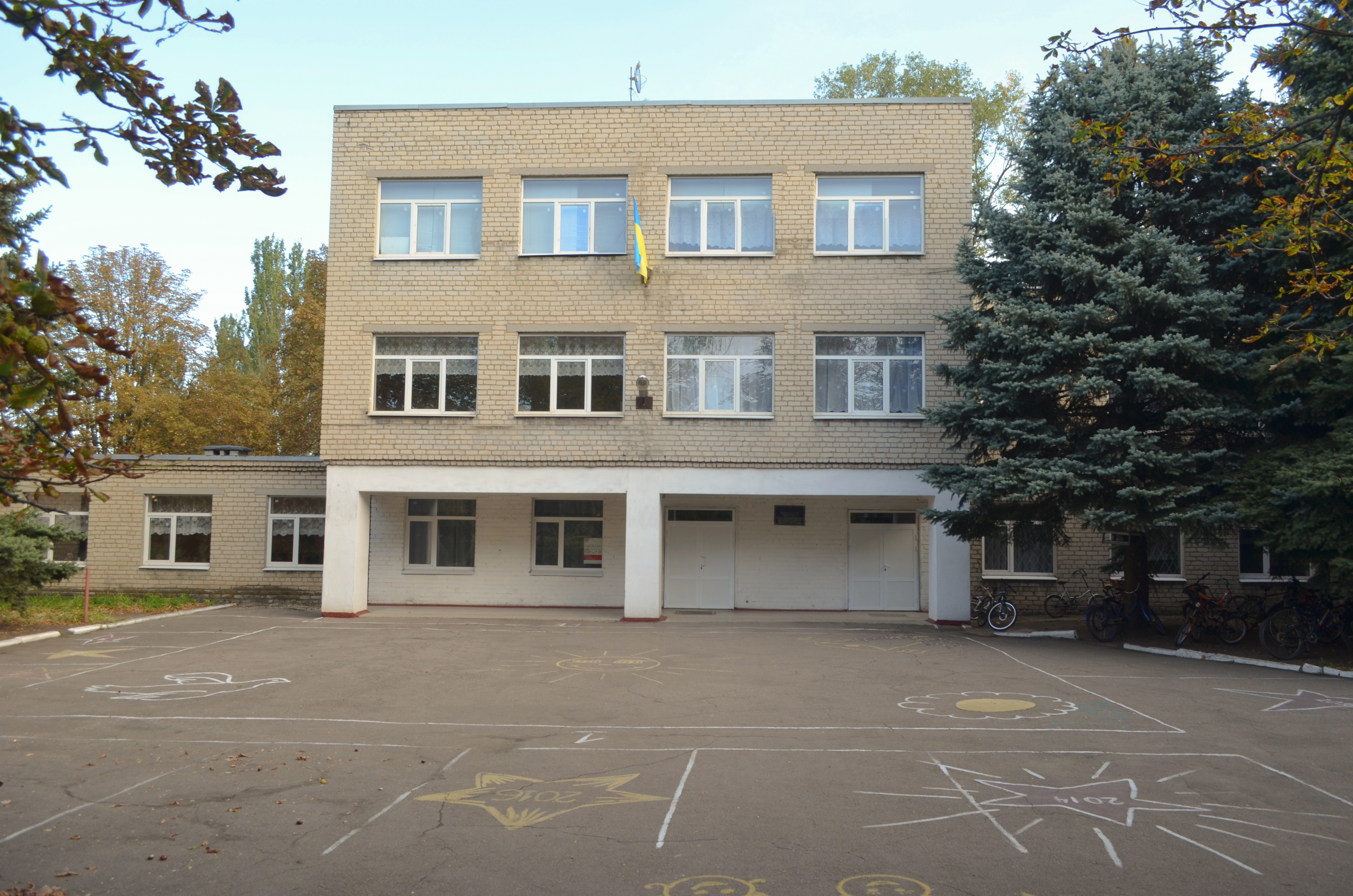
Максимільянівський ЗЗСО

## Промисловість
Піщаний кар'єр. Інкубатор.
Агрофірма "Агротис" СТОВ "Максимільянівське"

## Відомі люди
Уродженцями села є:
- П. М. Воронін (1918—2003) — Герой Радянського Союзу.
- Горецький Петро Гнатович — український поет, журналіст, перекладач та редактор.